# Karangagung (Singajaya)
Karangagung is een bestuurslaag in het regentschap Garut van de provincie West-Java, Indonesië. Karangagung telt 4171 inwoners (volkstelling 2010).